# Oskar Wirth (General)
Oskar Wirth (* 13. Mai 1863 in Kempten (Allgäu); † 28. Juli 1941 in Dresden) war ein sächsischer Generalmajor.

## Leben

### Militärkarriere
Wirth trat 1881 als Avantageur in das 2. Grenadier-Regiment Nr. 101 „Kaiser Wilhelm, König von Preußen“ der Sächsischen Armee in Dresden ein. Nach Beförderung zum Sekondeleutnant am 24. Januar 1883 wurde er in das 9. Infanterie-Regiment Nr. 133 in Zwickau versetzt, wo er ab 1888 als Adjutant des I. Bataillons diente. In dieser Eigenschaft erhielt er am 13. Dezember 1889 den Charakter als Premierleutnant und unter Versetzung in das 7. Infanterie-Regiment „Prinz Georg“ Nr. 106 am 20. März 1890 das Patent zu seinem Dienstgrad. Nach einem Kommando als Adjutant beim Bezirkskommando Borna erfolgte seine Versetzung in das 8. Infanterie-Regiment „Prinz Johann Georg“ Nr. 107, wo Wirth am 22. März 1894 zum Hauptmann und Kompaniechef avancierte. Unter Stellung à la suite seines Regiments wurde er am 24. März 1897 als Kompaniechef zur Unteroffizierschule in Marienberg kommandiert. Unter Enthebung von diesem Kommando folgte Ende März 1899 seine Versetzung als Chef der 10. Kompanie in das 7. Infanterie-Regiment „Prinz Georg“ Nr. 106. Nach Ausbruch des Boxeraufstandes in China trat Wirth zum Ostasiatischen Expeditionskorps über und wurde am 18. August 1900 als Kompanieführer dem 6. Ostasiatischen Infanterie-Regiment zugeteilt. Seine Kompanie nahm am 22. August 1900 ihren Abschied von Dresden, wobei Wirth noch persönlich die Hände des sächsischen Königs schütteln durfte.
Nach Rückkehr wurde er zunächst dem 15. Infanterie-Regiment Nr. 181 aggregiert und am 20. September 1901 als Kompaniechef eingereiht. Er wurde am 22. April 1905 als überzähliger Major dem 13. Infanterie-Regiment Nr. 178 in Kamenz aggregiert und am 22. September 1906 zum Kommandeur des I. Bataillons ernannt. Unter Versetzung zum Stab des 11. Infanterie-Regiments Nr. 139 stieg Wirth am 23. September 1911 zum Oberstleutnant auf. In Genehmigung seines Abschiedsgesuches wurde er am 20. März 1912 mit Pension zur Disposition und zu diesem Anlass mit dem Ritterkreuz I. Klasse des Verdienstordens ausgezeichnet.
Unter Fortgewährung der gesetzlichen Pension wurde Wirth am 22. April 1912 als Kommandeur des Landwehrbezirks Glauchau wieder in der Sächsischen Armee angestellt und erhielt am 17. März 1914 den Charakter als Oberst. 
Nach Ausbruch des Ersten Weltkriegs wurde er Kommandeur des Landwehr-Infanterie-Regiments Nr. 133 an der Ostfront. Hier kam es bei den nächtlichen Straßenkämpfen von Kalisz zum Einsatz, nahm dann am ersten Vormarsch durch Polen teil und kämpfte an der Rawka bei Bialynin. Für sein Wirken erhielt Wirth am 16. Dezember 1914 das Ritterkreuz des Militär-St.-Heinrichs-Ordens. Er kehrte aus Gesundheitsgründen im Jahre 1915 nach Deutschland zurück und wurde zur Landwehrinspektion Chemnitz versetzt. Im Juli 1915 erhielt er das Eiserne Kreuz I. Klasse. Er diente dann 1918 als Kommandeur des Landwehrbezirks Zwickau.

### Familie
Er heiratete Elisabeth von Schönberg und bekam zahlreiche Kinder mit ihr.